# Rain's World
Rain's World è il quinto album del cantante coreano Rain, ed il quarto per il mercato coreano, dove è stato pubblicato il 13 ottobre 2006. Il disco è arrivato sino alla primaposizione degli album più venduti in Corea, con un totale di 108,179 copie vendute.

## Tracce
1. Rain's World
2. I'm Coming (feat.Tablo)
3. With U
4. 내가 누웠던 침대 In My Bed
5. 하루도 (Not A Single Day)
6. 카시오페아 (Cassiopeia) [feat. 임정희 (Lim Jeong Hee)]
7. Him & Me [feat. Dynamic Duo]
8. Don't Stop
9. Touch Ya [feat. 태완 A.K.A C-Luv)]
10. Move On
11. Oh Yeah [feat. AI]
12. Friends [feat. Tiger JK]
13. To My Friends
14. 나 [Me] (B-Garage Remix)